# Frankenbad (Tauberbischofsheim)

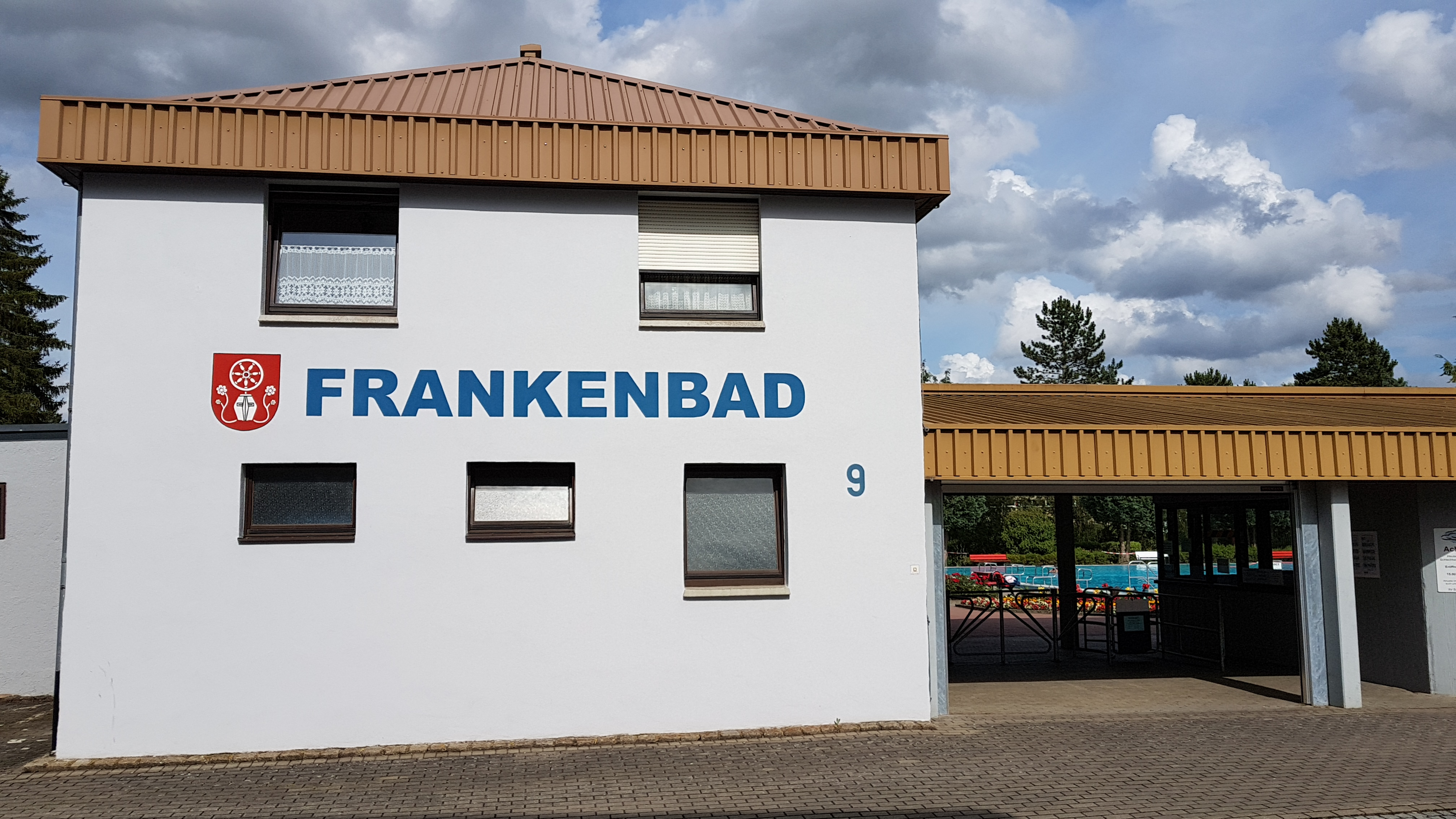
Das Frankenbad in Tauberbischofsheim (2017)

Das Frankenbad ist ein öffentliches, solarbeheiztes Freibad in Tauberbischofsheim im Main-Tauber-Kreis in Baden-Württemberg. Das Schwimmbad wurde 1951 fertiggestellt.

## Lage
Das Frankenbad liegt an der Vitryallee 9 in Tauberbischofsheim. In unmittelbarer Nähe befinden sich das Tauberstadion des TSV Tauberbischofsheim (in südlicher Richtung), die Tennisplätze der Tennisabteilung des TSV (in nördlicher Richtung), die Stadthalle (in nordwestlicher Richtung), das Matthias-Grünewald-Gymnasium und die Matthias-Grünewald-Halle (beide in westlicher Richtung).
Zwischen der Brücke der B 27 und dem Frankenbad mündet der Brehmbach von links in die hier nordwärts fließende Tauber, an deren linken Flussseite das Frankenbad liegt.

## Geschichte

### Vorgeschichte
Vor der Eröffnung des Frankenbades bestand für die Schwimmer der Stadt lediglich ein Provisorium in der nahegelegenen Tauber, das der mehrfach gegründeten und wieder aufgelösten Schwimmabteilung des TSV Tauberbischofsheim als Trainingsstätte diente. Seit Ende der 1940er Jahre mussten die Schwimmer mit diesem notdürftig hergerichteten Schwimmbad in der Tauber vorliebnehmen, konnten jedoch dort immerhin so viel trainieren, dass sie bei der Eröffnung des Frankenbades bereits an Wettkämpfen teilnahmen.

### Frankenbad
Im Jahre 1951 wurde das Frankenbad als eines der modernsten Schwimmbäder in der weiteren Umgebung fertiggestellt. Bereits 1955 wurden die Badischen Schwimmmeisterschaften auf der 50-Meter-Bahn des Tauberbischofsheimer Freibads ausgetragen. 2024 blieb das Bad geschlossen und wurde einer Vollsanierung unterzogen. Die Wieder-Eröffnung ist noch für 2025 geplant.

## Architektur und Sportanlagen

### Schwimmbecken
Das Frankenbad verfügt über ein 50 × 25 Meter großes, solarbeheiztes Schwimmbecken mit 2.400 Kubikmetern Wasser, das durch eine schmale Längswand in ein Schwimmer- und Nichtschwimmerbecken getrennt wird. Das Becken für Schwimmer weist eine Tiefe von 2 bis 3,5 Metern auf, das für Nichtschwimmer ist 0,7 bis 1,1 Meter tief. Das Becken für Schwimmer verfügt über mehrere Startblöcke und zwei Sprungbretter mit 1 und 3 Metern Höhe. Das Becken für Nichtschwimmer besitzt eine Rutschbahn.
Ein separates Erlebnisplanschbecken mit einer minimalen Wassertiefe für Kleinkinder mit Rutsch- und Wasserspielmöglichkeiten ergänzt die Anlage.

Ansichten des Frankenbades in Tauberbischofsheim (2017)
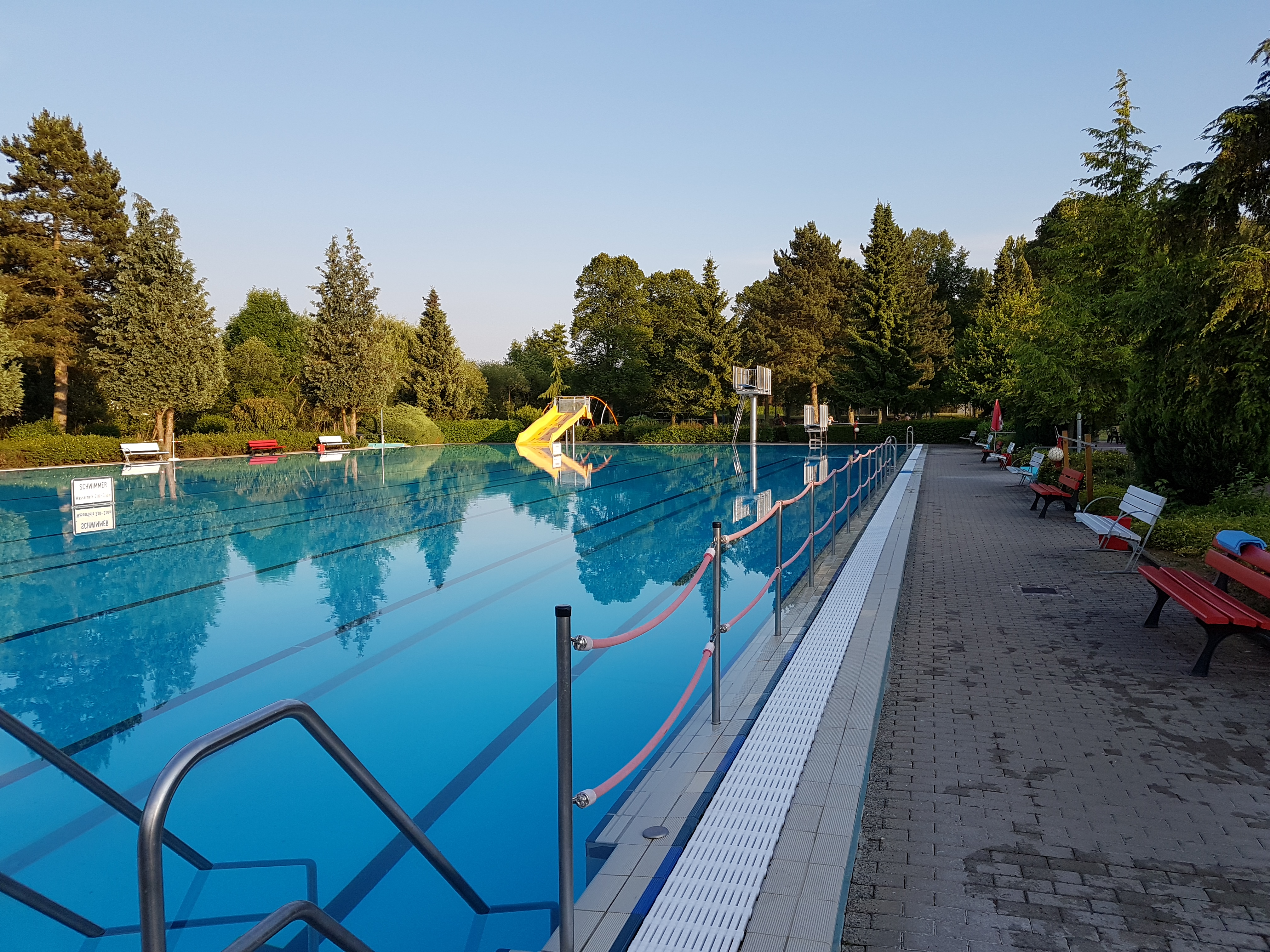
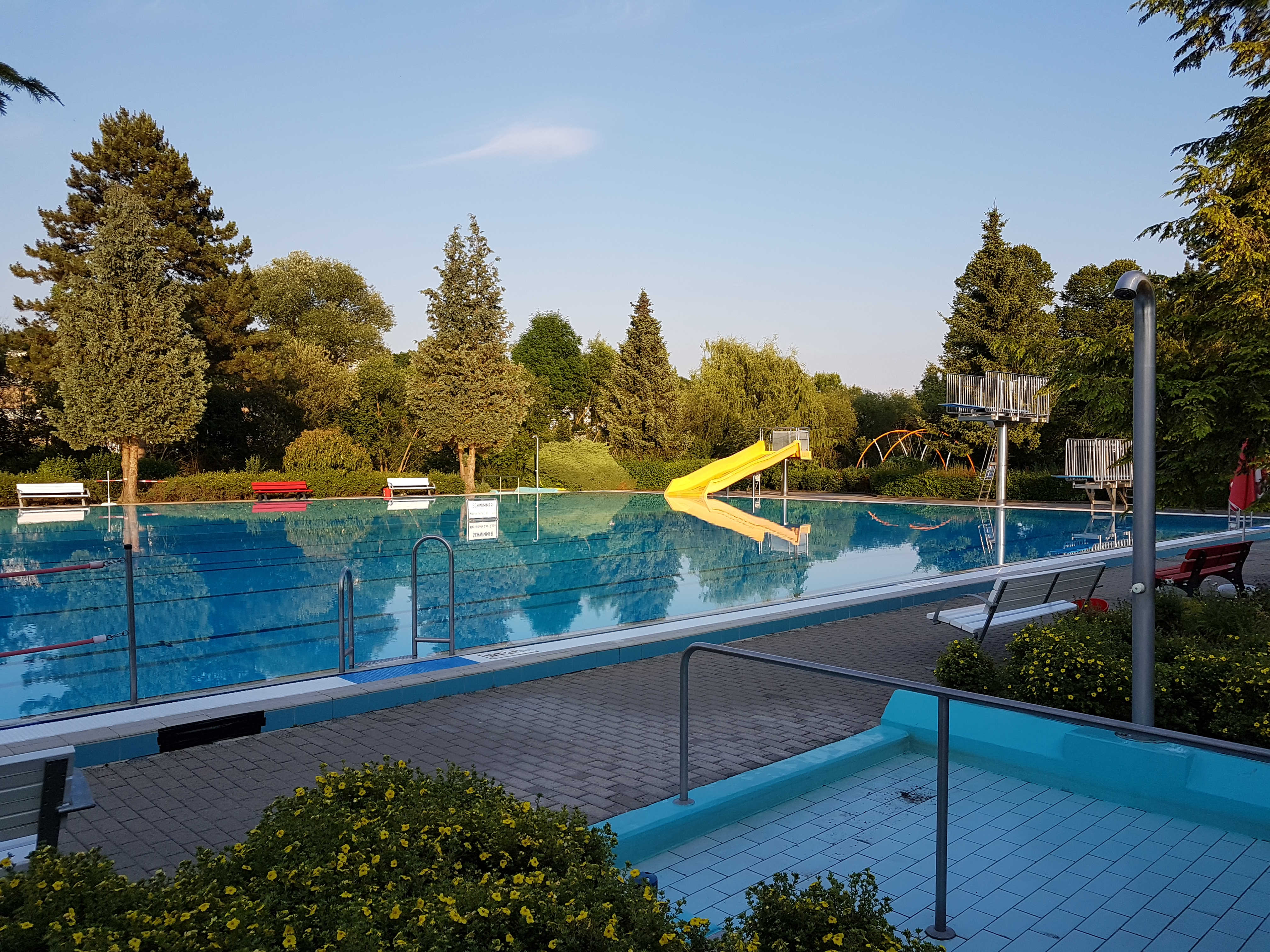
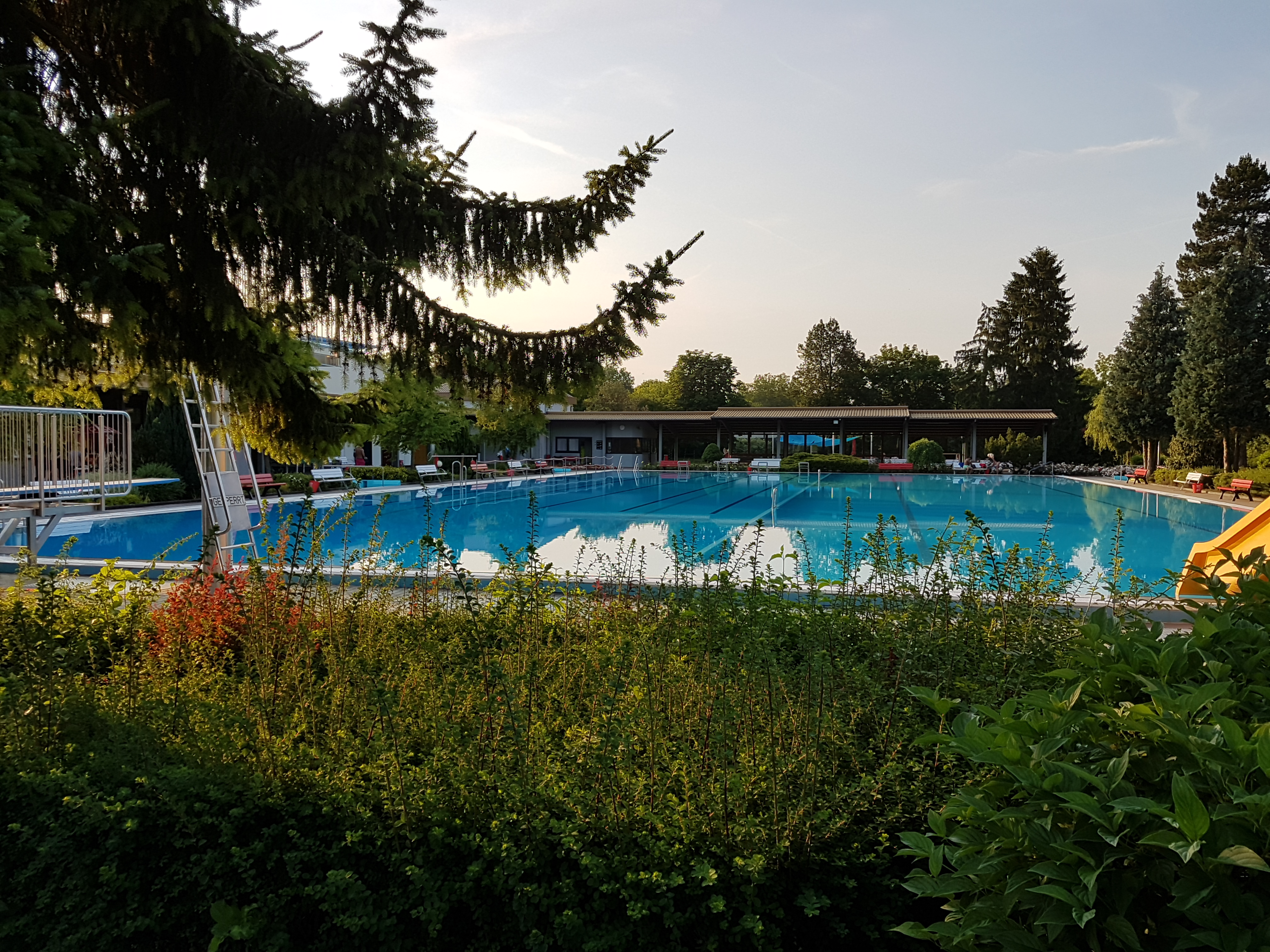
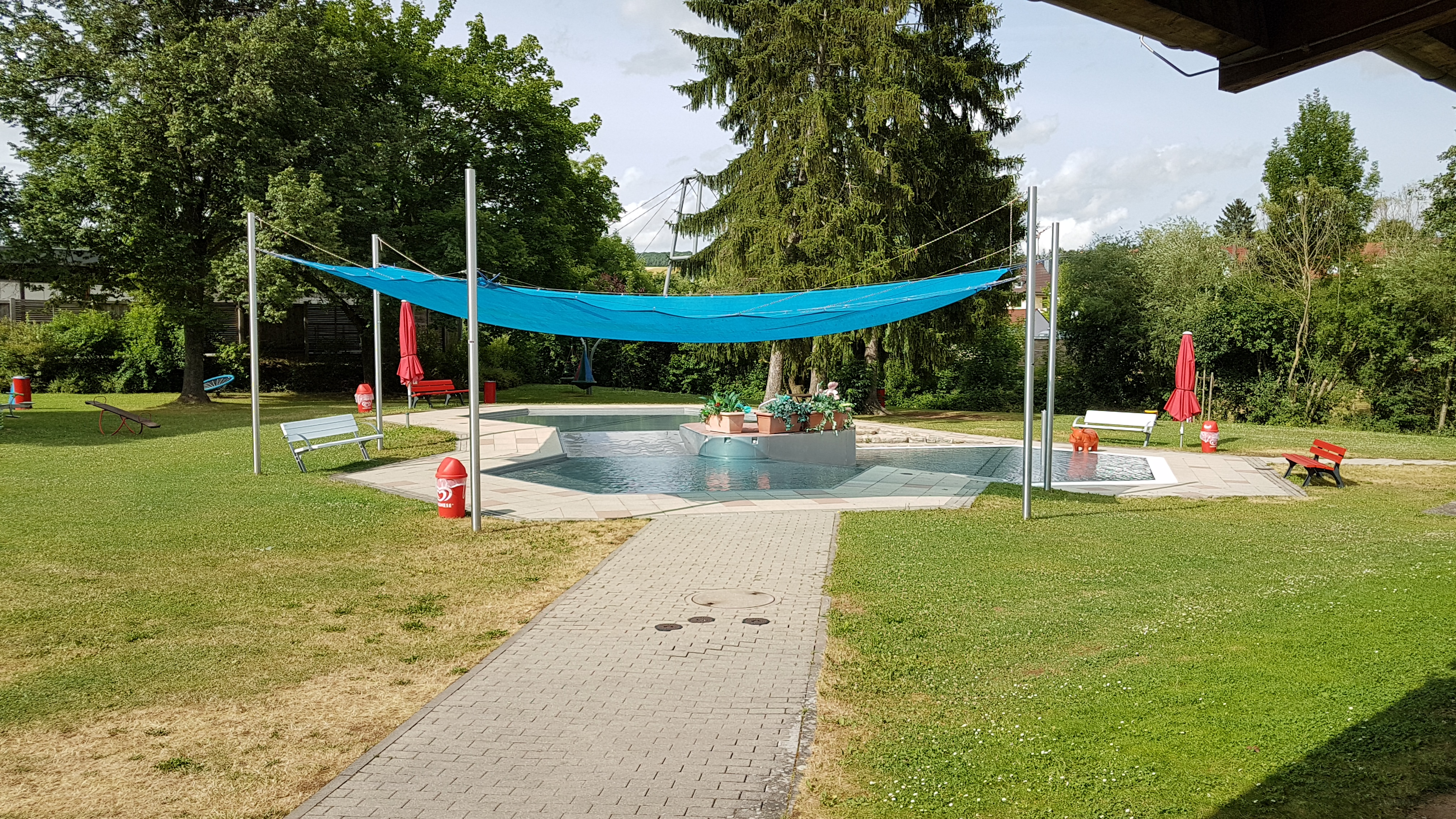

### Sonstige Einrichtungen und Sportanlagen
Ein Beachvolleyballfeld, ein Billardtisch, ein angrenzender Tartanplatz des Tauberstadions mit vier Basketballkörben und zwei Kleinfeldtoren sowie Tischtennisplatten und mehrere Spiel- und Klettergeräte ergänzen die Sportanlagen. Im Eingangsbereich des Frankenbades befindet sich ein öffentliches Bücherregal, das dazu dient, Bücher kostenlos, anonym und ohne jegliche Formalitäten zu lesen oder zu tauschen.

Sonstige Sportanlagen des Frankenbades (2017)
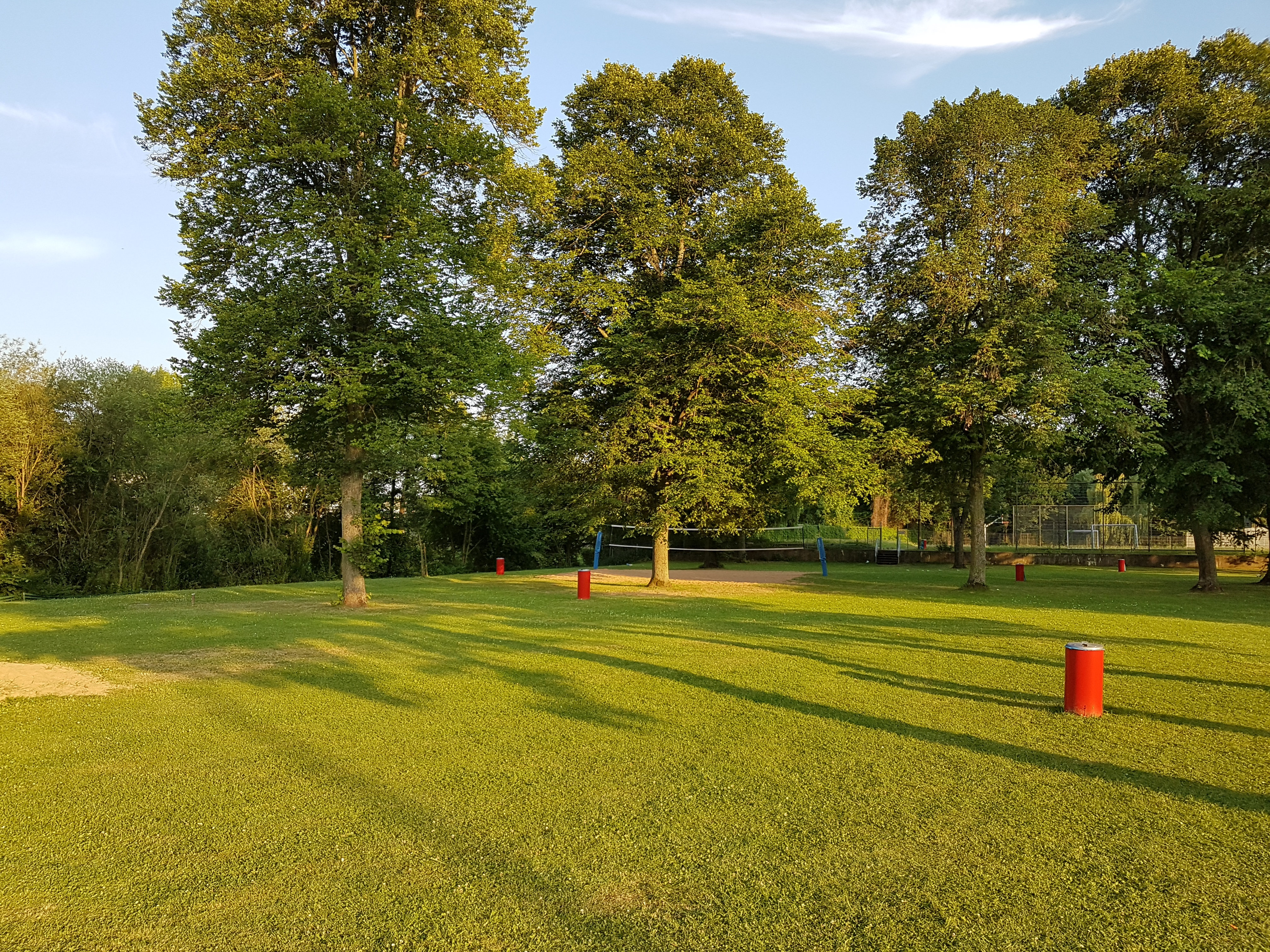
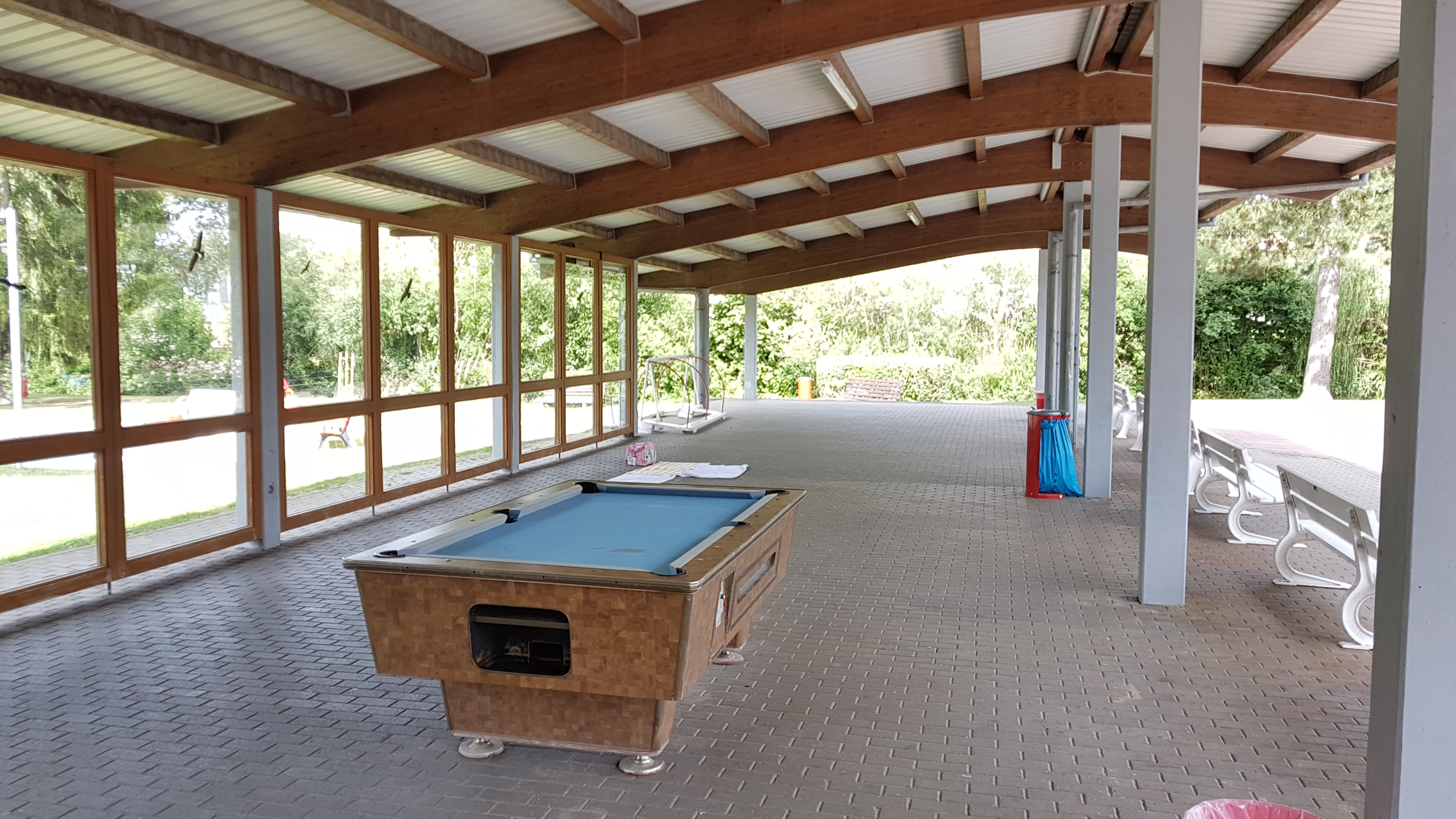
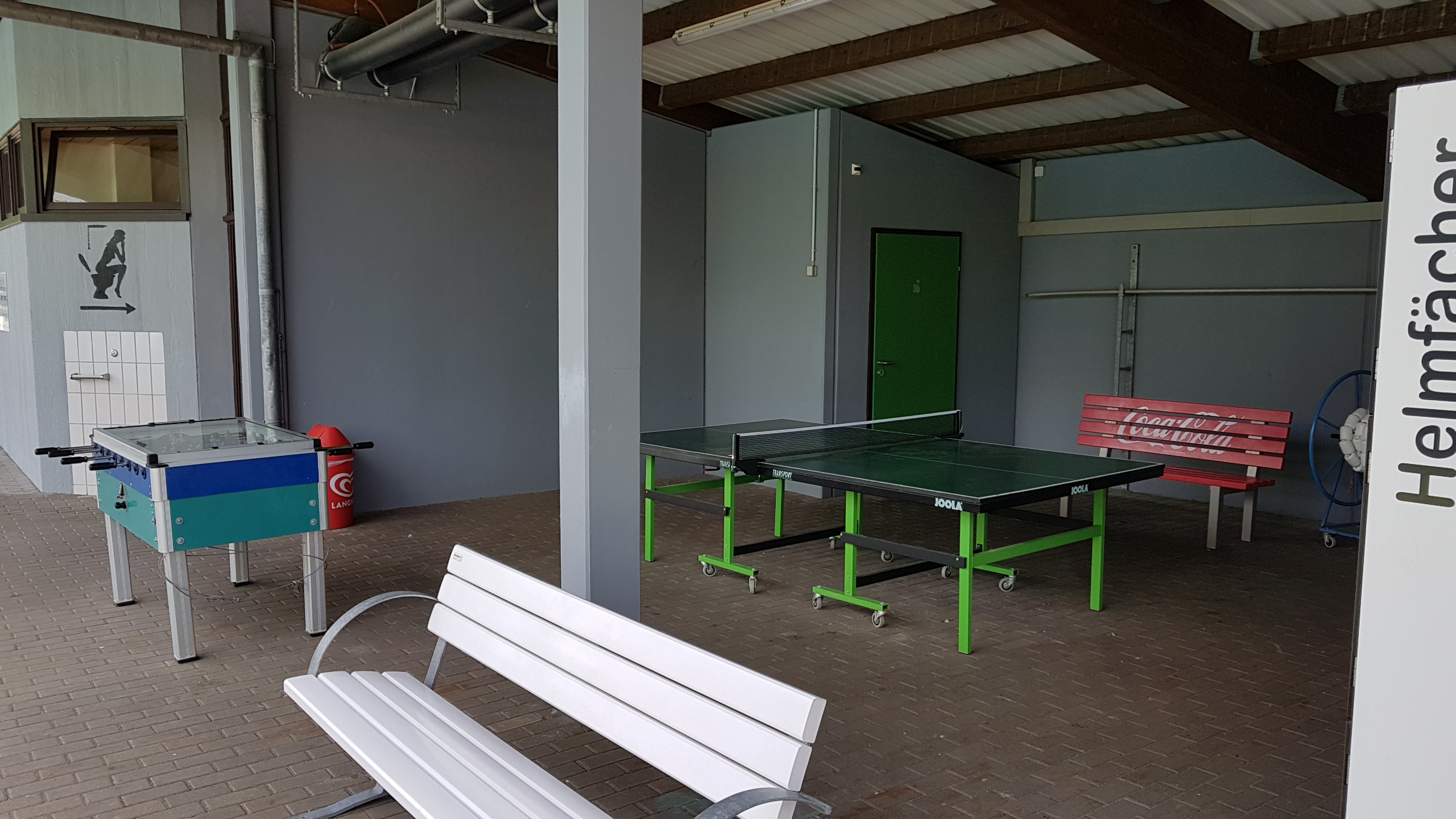